# Silvio Gesell
Johann Silvio Gesell (Sankt Vith (hoje Bélgica), 17 de março de 1862 – Oranienburg, Alemanha, 11 de março de 1930) foi um comerciante alemão-argentino, economista teórico, ativista social, georgista, anarquista, socialista libertário, e fundador da Freiwirtschaft.

## Carreira
Suas prescrições econômicas se encaixam na estrutura anticapitalista do livre mercado do socialismo liberal. Em 1900 ele fundou a revista Geld-und Bodenreform (Reforma Monetária e Agrária), mas logo fechou por motivos financeiros. Durante uma de suas estadas na Argentina, onde viveu em uma comuna vegetariana, Gesell começou a revista Der Physiokrat junto com Georg Blumenthal. Em 1914, fechou devido à censura.
A República Soviética da Baviera, da qual participou, teve um fim violento e Gesell foi detido por vários meses sob a acusação de traição, mas foi absolvido por um tribunal de Munique após um discurso que fez em sua própria defesa.

## Trabalhos

### Em inglês
- Gesell, Silvio. The Natural Economic Order Edição revisada. Londres: Peter Owen, 1958.

### Em alemão
- Die Reformation des Münzwesens als Brücke zum sozialen Staat. Selbstverlag, Buenos Aires 1891
- Die Verstaatlichung des Geldes. Selbstverlag, Buenos Aires 1892
- Die Anpassung des Geldes und seiner Verwaltung an die Bedürfnisse des modernen Verkehrs. Herpig & Stieveken, Buenos Aires 1897
- Die argentinische Geldwirtschaft und ihre Lehren. 1900
- Das Monopol der schweizerischen Nationalbank und die Grenzen der Geldausgabe im Falle einer Sperrung der freien Goldausprägung. K. J. Wyss, Bern 1901
- Die Verwirklichung des Rechts auf den vollen Arbeitsertrag durch die Geld- und Bodenreform. Selbstverlag, Les Hauts Geneveys/Leipzig 1906
- Die neue Lehre von Geld und Zins. Physiokratischer Verlag, Berlin/Leipzig 1911
- Die natürliche Wirtschaftsordnung durch Freiland und Freigeld. Selbstverlag, Les Hauts Geneveys 1916; 9. Auflage herausgegeben von Karl Walker: Rudolf Zitzmann Verlag, Lauf 1949 (PDF; 1,4 MB)
- Gold oder Frieden? Vortrag, gehalten in Bern am 28. April 1916. Selbstverlag, Les Hauts Geneveys 1916
- Freiland, die eherne Forderung des Friedens. Vortrag, gehalten im Weltfriedensbund in Zürich am 5. Juli 1917 in Zürich. Selbstverlag, Les Hauts Geneveys 1917
- Der Abbau des Staates nach Einführung der Volksherrschaft. Denkschrift an die zu Weimar versammelten Nationalräte. Verlag des Freiland-Freigeld-Bundes, Berlin-Steglitz 1919
- Die gesetzliche Sicherung der Kaufkraft des Geldes durch die absolute Währung. Denkschrift zu einer Eingabe an die Nationalversammlung. Selbstverlag, Berlin/Weimar 1919
- Das Reichswährungsamt. Wirtschaftliche, politische und finanzielle Vorbereitung für seine Einrichtung. Freiland-Freigeldverlag, Rehbrücke 1920
- Internationale Valuta-Assoziation (IVA). Voraussetzung des Weltfreihandels – der einzigen für das zerrissene Deutschland in Frage kommenden Wirtschaftspolitik. Freiwirtschaftlicher Verlag, Sontra 1920
- Die Freiwirtschaft vor Gericht. Mit einer Einleitung von Richard Hoffmann. Freiland-Freigeld-Verlag, Erfurt/Bern 1920
- An das deutsche Volk! Kundgebung des Freiwirtschaftlichen Kongresses zu Hannover. Freiland-Freigeld-Verlag, Erfurt 1921
- Deutsche Vorschläge für die Neugründung des Völkerbundes und die Überprüfung des Versailler Vertrages. Öffentlicher Vortrag, gehalten in der Aula des Gymnasiums zu Barmen am 20. Dezember 1920. Verlag des Freiland-Freigeld-Bundes, Barmen-Elberfeld 1921
- Die Wissenschaft und die Freiland-Freigeldlehre. Kritik und Erwiderung. Ohne Verfasserangabe erschienen. Erfurt/Berlin 1921
- Denkschrift für die Gewerkschaften zum Gebrauch bei ihren Aktionen in der Frage der Währung, der Valuta und der Reparationen. Selbstverlag, Berlin-Rehbrücke 1922
- Die Ausbeutung, ihre Ursachen und ihre Bekämpfung. Zweite Denkschrift für die deutschen Gewerkschaften zum Gebrauch bei ihren Aktionen gegen den Kapitalismus. Vortrag, gehalten in der Sozialistischen Vereinigung zur gegenseitigen Weiterbildung in Dresden am 8. Mai 1922. Selbstverlag, Berlin-Rehbrücke 1922
- Die Diktatur in Not. Sammelruf für die Staatsmänner Deutschlands. Freiland-Freigeld-Verlag, Erfurt 1922
- Das Trugbild der Auslandsanleihe und ein neuer Vorschlag zum Reparationsproblem. Eine weltwirtschaftliche Betrachtung, eine Warnung vor Illusionen und ein positiver Lösungsvorschlag. Freiwirtschaftlicher Verlag, Erfurt 1922
- unter dem Pseudonym Juan Acratillo: Der verblüffte Sozialdemokrat. 1922 (PDF)
- Der Aufstieg des Abendlandes. Vorlesung, gehalten zu Pfingsten 1923 in Basel auf dem 1. Internationalen Freiland-Freigeld-Kongress. Freiland-Freigeld-Verlag, Berlin/ Bern, 1923.
- mit Hans Bernoulli und Fritz Roth: Das Problem der Grundrente. Einleitende Gedanken zu einer wissenschaftlichen Abklärung. Selbstverlag des Schweizer Freiwirtschaftsbundes, Bern 1925
- Die allgemeine Enteignung im Lichte physiokratischer Ziele. Selbstverlag, Potsdam 1926
- Der abgebaute Staat. Leben und Treiben in einem gesetz- und sittenlosen hochstrebenden Kulturvolk. A. Burmeister Verlag, Berlin-Friedenau 1927
- Reichtum und Armut gehören nicht in einen geordneten Staat. Werkauswahl zum 150. Geburtstag, zusammengestellt von Werner Onken. Verlag für Sozialökonomie, Kiel 2011, ISBN 978-3-87998-462-6

### Em espanhol
- Nervus rerum. Selbstverlag, Buenos Aires 1891
- El Sistema Monetario Argentino. Sus Ventajas y su Perfeccionamento. Selbstverlag, Buenos Aires 1893
- La Cuestion Monetaria Argentina. Buenos Aires 1898